# Chloroclystis omocydia
Chloroclystis omocydia là một loài bướm đêm trong họ Geometridae.